# Be Lucky
Be Lucky è un singolo del gruppo rock inglese The Who, pubblicato nel Regno Unito nel 2014 come estratto dalla compilation The Who Hits 50!.

## Tracce
1. Be Lucky – 3:16 (Pete Townshend)

## Formazione
- Roger Daltrey — voce, cori
- Pete Townshend — chitarre, cori
- Zak Starkey — batteria
- Pino Palladino — basso
- Mick Talbot — tastiere
- Simon Townshend — cori
- Billy Nicholls — cori